# Singapore LionsXII
El Singapore LionsXII Football Association fue un equipo de fútbol de Singapur que jugó en la Superliga de Malasia, la liga de fútbol más importante del vecino país.

## Historia
El LionsXII es un equipo de fútbol gestionado por la Asociación de Fútbol de Singapur, el equipo marca el retorno de Singapur a la escena del fútbol de Malasia tras 17 años de ausencia, después que su antecesor el Singapore Lions disputase la Copa de Malasia y la Liga de Malasia desde 1921 hasta su salida en 1994.
En 2011, la Asociación de Fútbol de Singapur y la Asociación de Fútbol de Malasia llegaron a un acuerdo que vería una mayor cooperación entre las dos naciones. El acuerdo vería nuevamente a un club de Singapur disputar la Superliga de Malasia y la Copa de Malasia desde 1994.

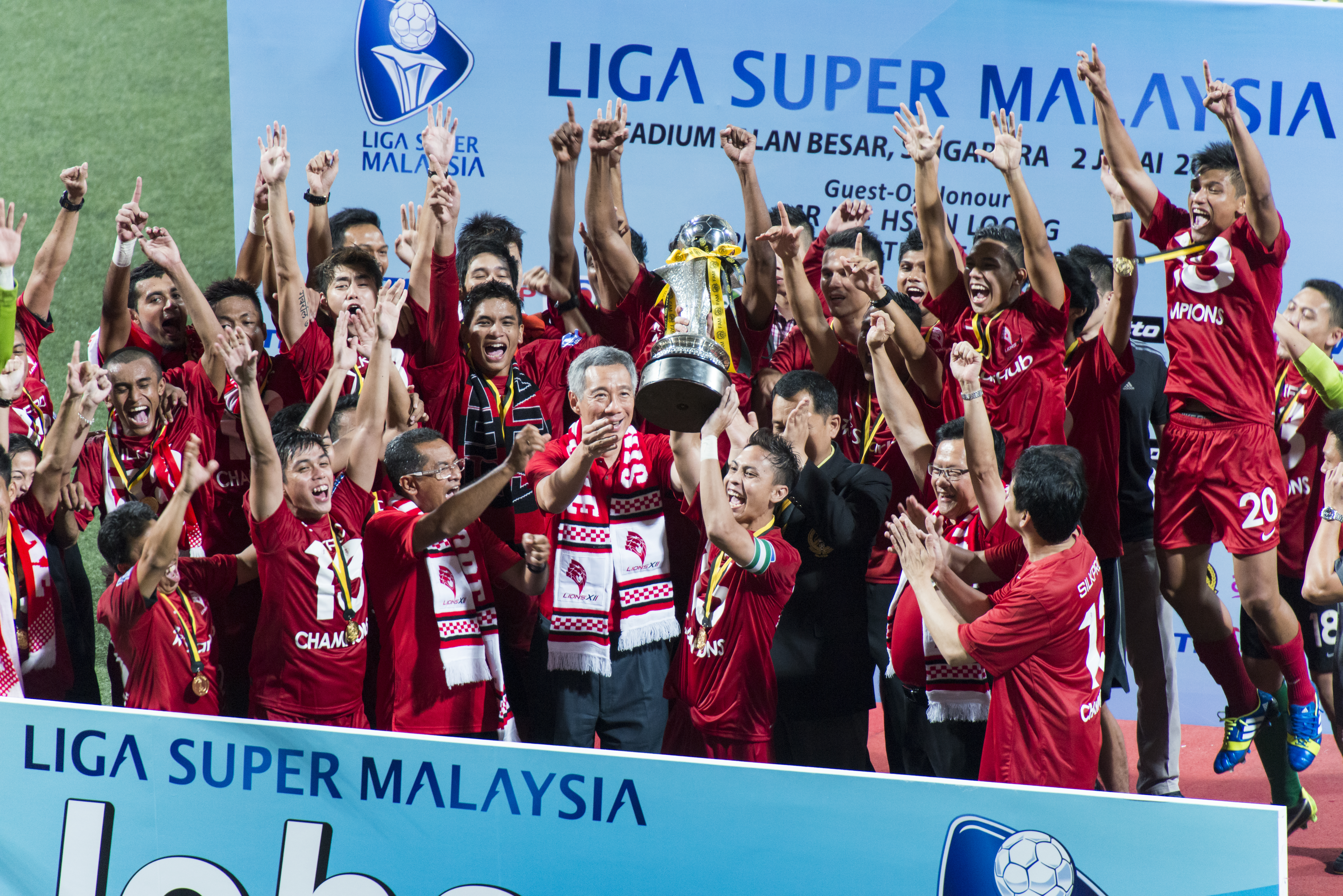
El Singapore LionsXII recibe el trofeo como vencedor de la Superliga de Malasia 2013.

Al finalizar la temporada 2015 la Asociación de Fútbol de Singapur anunció la disolución del club, por lo que sus jugadores quedaban libres para ser contratados por otro equipo para la temporada 2016, aunque mantendrían el salario que cobraban si eran fichados por algún equipo de la S.League.

## Estadio

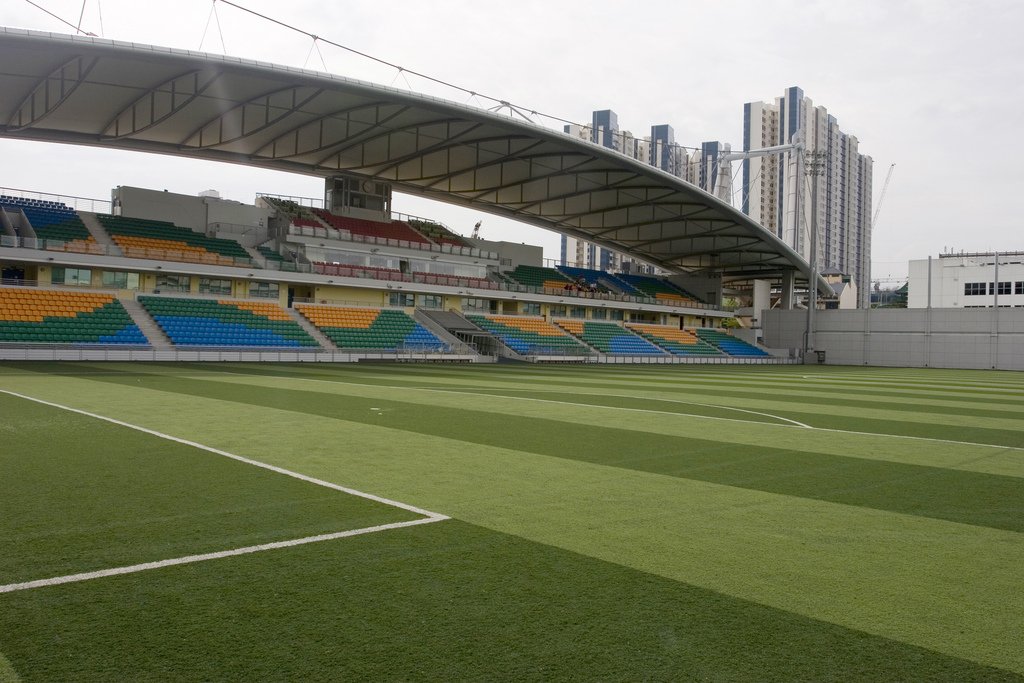
Estadio Jalan Besar

El club disputa sus partidos en condición de local en el estadio Jalan Besar en Singapur, capaz de albergar 8.000 seguidores en total. El 30 de octubre de 2012, se inauguró un nuevo tablero marcador con indicadores LED de alta definición, a fin de proporcionar una mejor calidad a los espectadores, ya que será capaz de repetir las acciones al instante.

## Temporadas
- temporadas en Superliga de Malasia.
| temporada | P    | W  | D  | L  | F  | A  | Pts | Pos | Copa FA Malasia | Copa de Malasia |           |
| --------- | ---- | -- | -- | -- | -- | -- | --- | --- | --------------- | --------------- | --------- |
| temporada | 2012 | 26 | 15 | 5  | 6  | 48 | 23  | 50  | 2°              | 4° final        | Semifinal |
| 2013      | 21   | 12 | 7  | 3  | 32 | 15 | 43  | 1°  | Round 32°       | ---             |           |
| 2014      | 22   | 8  | 4  | 10 | 26 | 27 | 28  | 8°  | Round 16°       | ---             |           |
| 2015      | 22   | 9  | 6  | 7  | 36 | 32 | 22  | 7°  | Campeón         | ---             |           |

## Palmarés
-Títulos conseguidos como Singapur Lions desde 1921 a 1994.
- Liga de Malasia: (3)

1985, 1994, 2013.
- Copa de Malasia: (24)

1921, 1923, 1924, 1925, 1928, 1929, 1930, 1932, 1933, 1934, 1937, 1939, 1940, 1941, 1950, 1951, 1952, 1955, 1960, 1964, 1965, 1977, 1980, 1994.
- Copa FA Malasia: (1)

2015
- Malasia Charity Shield: (1)

1989